# Kutopjugan
Kutopjugan (ros. Кутопьюган) – wieś (sieło) w Rosji, w Jamalsko-Nienieckim Okręgu Autonomicznym, w rejonie nadymskim. W 2010 liczyła 824 mieszkańców.